# إيجون أوروان
ايغون أوروان (بالإنجليزية: Egon Orowan)‏ ( 2 / أوغسطس / 1902 - 3 / أوغسطس / 1989 )هو فيزيائي وخبير بالمعادن مجري/بريطاني/أمريكي .

## حياته
ولد أوروان في مقاطعة أوبودا في بودابست. والده، بيرتهولد، مهندس ميكانيكي ومدير مصنع .كانت أمه، جوزي سبيتزر ساغفاري، ابنة لفقير يمتلك أرضاً. في عام 1928 شرع في دراسة الهندسة الميكانيكية والكهربائية في جامعة برلين التقنية لكنه حول خلال وقت قصير إلى دراسة الفيزياء ، حيث أكمل الدكتوراة في الكسر في حجر الميكة في عام 1932. كان يبدو أنه عانى بعض الصعوبات في إيجاد وظيفة حيث عاش معه أمه بعض السنين فكر مليا في بحثه.